# 林哲雄
林 哲雄（はやし てつお、1965年9月9日 - ）は、岐阜県出身の元プロ野球選手（内野手）。

## 来歴・人物
岐阜第一高では3年春夏に甲子園出場して、夏はベスト8まで進出して日本代表メンバーにも選出、1983年のプロ野球ドラフト会議で読売ジャイアンツから3位指名を受け入団。同期に穴吹祐司捕手（阪急）がいた。
同校からのプロ入りは湯口敏彦以来であり、同じく巨人への入団となった。
一軍出場のないまま、1987年限りで現役を引退。俊足を活かしてスイッチヒッターにも挑戦した。
引退後の一時期は東京青山リトルシニアの監督を務めていた。
2020年6月27日に巨人とOBスカウトとしての契約を締結し、岐阜エリアの有望選手の情報を巨人に提供する役割を担う。

## 詳細情報

### 年度別打撃成績
- 一軍公式戦出場なし

### 背番号
- 53 （1984年 - 1987年）